# Bubanj
Bubanj je najstariji glazbeni instrument i jedan od tri predstavnika membranofonih instrumenata, kod kojih zvuk nastaje udaranjem batića po membrani od životinjske kože. Ostali predstavnici membranofona su timpan koji se sastoji od bakrenog rezonatora s napetom kožom na otvoru, čija se visina tona mijenja s pomoću 8 zavrtanja koje pokreće mehanizam povezan s pedalom, i tamburin, posebna vrsta bubnja s kožom napetom s jedne strane drvenog obruča u čijem su prorezu parovi metalnih pločica ili praporaca.

## Povijest bubnja
Bubanj je najstariji glazbeni instrument koji datira od najmanje 6,000 godina prije Krista, a koristio se u ratne i poštanske svrhe, kao i za zabavu. U početku to je bilo šuplje deblo po kojem se udaralo drvenim štapom ili komadom kostiju. Bubanj se kroz cijelu svoju povijest na mnogim mjestima u svijetu koristio za davanje signala ratnicima i vojnicima, a njegova buka tjerala je strah u kosti neprijatelju. U vrijeme mira njegova je namjena sasvim drugačija, pa su uz njegovu pratnju plesači mogli izvoditi svoje pjesme i plesove. Neki tipovi bubnjeva koristili su se i za šamanske obrede, kao što je to slučaj u Sibiru gdje je postao neophodnim dijelom šamanove opreme. Bubanj se koristio i u signalne svrhe za slanje poruka na velike daljine, afrički tam-tam bubanj, a istu ulogu imao je i balkanski dobošar, koji je lupanjem po dobošu privlačio pozornost stanovnika i čitao novosti.

## Tipovi bubnjeva
Osnovni nazivi u raznim jezicima 
- aponga, bubnjevi, Madagaskar
- barriles (bačve), drveni bubnjevi s kozjom kožom, slični su kubanskim conga-bubnjevima.
- bachi, generalni naziv za bubnjarske batiće u Japanu.
- duasi, bubanj (Mozambik).
- gendang, bubanj, naziv u Maleziji.
- gu, u kineskom jeziku, bubanj.
- pustua, bubanj (Mozambik).
- tambor, španjolski naziv za bubanj.
- taware, oznaka za bubanj u Mozambiku.
- wadaiko (taiko), opći naziv u Japanu.

Afrika
- adowa bubnjevi, fontomfrom i antumpan su s goveđom kožom, ostali od antilopine
- agboba, Gana.
- agwal, mali glineni bubanj Taskiwin-plesača u Velikom Atlasu.
- akuba, afrički conga-bubnjevi
- allun, berbersko pleme Šleh (Chleuhs) u Maroku
- ashiko, pleme Yoruba u Nigeriji
- atamo, u Etiopiji, udara se prstima ili dlanovima
- atsimevu, veliki ganski bubanj
- attougblan, veliki stojeći bubanj u Obali Slonovače
- atumpan, pleme Ashanti, Gana
- atumpani, veliki bubanj u Gani.
- bada, bubanj od velike tikve u Maliju i Obali Bjelokosti.
- bafoko, zapadnoafrički bubanj od kalabase (tikve), prekriven kozjom kožom
- bara, bubanj od tikve iz Obale Bjelokosti
- Batá-bubnjevi
- batar, Somalija
- belamentengo, najmanji Mandinka bubanj
- belengo, drugi najmanji bubanj Mandinka
- blekete, Gana
- bougarabou
- brekete, Gana, s kozjom kožom
- djembe
- dondo (kalengu)
- dondon (don-don), Ganaga. zove se i dun-dun.
- doum doum
- dudumba
- duff, nubijski bubanj
- dunun, bubanj oblika bureta, s kozjim kožama na obje strane, a udara se zakrivljenim batićem. Ima ih tri veličine: kenkeni,  sangban, i najvweći dununba.
- dununba, najveći dunun-bubanj
- egbong, drveni bubanj Igedea
- Ekwe, dvotonski bubanj plemena Ibo u Nigeriji
- engalabi, Uganda
- esukuti, riječ za ples i bubanj u Keniji.
- gadzo, cilindrični bubanj iz Gane s napetom antilopinom kožom Svira se s jednom rukom ili rukom i batićem.
- 1 ganga, cilindrični bubanj u Gani
- 2 ganga, nigerijski bubanj, svira se ispod ruke.
- gome, četvrtasti bubanj od kozje kože na Karibima su ga raširili maruni s Jamajke, danas popularan i kod naroda Ga u Gani. Bubnjar sjedi na njemu i svira rukama i nogama.
- gorong talmbat, kod Wolofa u setu sabar-bubnjeva.
- gorong yeguel, maleni bubanj Wolofa u setu sabar.
- gudu, maleni drveni bubanj iz Gane
- gudugudu, mali drveni bubanj iz Nigerije.
- gulu, Gana
- gulusago, Gana
- guluzoro, Gana
- igba, u Nigeriji s antilopinom kožom.
- ingoma, naziv za bubanj u Burundiju
- inkiranya, veliki ceremonijalni bubanj, Burundi
- iyesá, zapadna Afrika (i Kuba), set od četiri cedrova bubnja
- jun-jun, Nigerija
- kajiza, bubanj (Mozambik)
- kanganu, Gana
- kebaro (kabaro), Etiopija
- kete-bubnjevi, set od 4 bubnja iz regije Ashanti u Gani
- kidi, pleme Ewe
- kloboto, Gana
- kpanlogo, iz Gane s antilopinom kožom
- kupurra, Mozambik
- kurukutu, pleme Hausa iz Gane.
- kutiriba, pleme Mandinka iz Senegala i Gambije
- kutirindingo, maleni Mandinka bubanj s kozjom kožom
- kutiro
- lambe, pleme Wolof, koristi se u setu-sabar
- makuta, porijeklom od bantua
- m'bal, kraća bas-verzija wolofskog n'dera
- m'bung m'bung bal, kraća bas-verzija wolofskog n'dera u setu-sabar
- m'bung m'bung tungoné, kraća bas-verzija wolofskog n'dera u setu-sabar
- mpuunyi, Uganda
- mutchinga, Mozambik
- naqqara, sjeverna Afrika
- n'der, pleme Wolof, koristi se u setu-sabar u Senegalu.
- negarit, Etiopija
- nihumbe, Mozambik
- n'koni, Mozambik
- nlapa, Malagasi s Madagaskara
- obonu, kraljevski ganski bubanj
- obrenten, pleme Ga
- odono, Gana
- oge, ganski kraljevski bubanj
- ogirigbo, Igede bubanj
- ojamba, Gana
- okpirih, drveni bubanj, pleme Igede, čini set s egbong i ubah.
- osana, Gana
- osoide adaka, Gana
- ota-ubah, glinena posuda za bubnjanje plemena Igede
- patenge
- pletia, Gana
- pretia, maleni ganski bubanj visokog tona.
- sabaro, bubanj plemena Mandinka od manga ili mahagonija.
- sabar
- sakara, keramički Yoruba bubanj
- slaman, Gana.
- sogo, Gana.
- tabala, veliki bubanj sjevernoafričkih Maura učinjen od devine kože.
- tama, Zapadna Afrika
- tamale, Gana
- tamani, zapadna Afrika
- tamboro, u Mozambiku
- tbal, bubanj iz Tunisa za udaranje s dvije ruke.
- tchindzomana, bubanj iz Mozambika.
- tebal, bubanj naroda Sahrawi.
- tindé, alžirski ženski bubanj.
- totodzi, maleni bubanj iz Gane.
- twienshins, ručni bubanj iz Gane u kpanlogo-glazbi i plesovima.
- udu, glineni bubanj iz Nigerije
- yuka, dug cilindričan bubanj.

Šri Lanka (33 tipa, od čega deset u upotrebi, ostali poznati tek po imenu; bera ili beraya znači bubanj)
- bummadiya
- dakkiya
- dandu beraya
- davula (Sabaragamuva bubanj), za komunikativne svrhe
- geta bera (magul bera)
- raban (rabana)
  - ath raban ili Hand Rabana
  - bench rabana, najveći, za komunikativne svrhe
- thammattama, za komunikativne svrhe
- udakkiya
- yak bera, poznat i kao Ruhunu Bera, Devol Bera i Ghoskaya

Bubnjwevi za komunikaciju:
- ana bera, prilikom informiranja naroda o kraljevim naredbama.
- mala bera, prilikom funeralnih procesija.
- rana bera, vojni bubanj koji označava napad na neprijatelja.
- vada bera, se koristi prilikom odsijecanja glave kriminalcu.

Indija
- bumb, u Uttar Pradeshu, u području Braj
- chenda, u Kerali, udara se s dva batića
- dafri, maleni bubanj, često svega nekoliko centimetara u dijametru i sa zmijskom kožom.
- damman, set bubnjeva fo i mo u Ladakhu, udaraju se batićima damshing.
- dhad, bubanj Sikha u Pandžabu
- dholak, u Indiji i Pakistanu
- dukka, par indijskih bubnjeva, sličan tabli
- pakawaj, sjeverna Indija
- pung
- tabla, par indijskih bubnjeva, manji se zove tabla ili dayan a veći duggi ili bayan.
- thavil (tavil), bubanj za dvije ruke.
- thimilai, bubanj iz Kerale

Indonezija
- centa
- dhut, veliki javanski bubanj
- gendang indungna, vodeći bubanj kod Karo Bataka sa Sumatre.
- gendang anakna, bubanj pleme Karo Bataka.
- kendang, Bali.
- maddalam, bubanj oblika bureta
- tak, javanski bubanj
- taganing, pleme Toba sa Sumatre.

Japan
U japanskom bubanj je taiko
- byoo-daiko
- chu-daiko, naziv za bubnjeve srednje veličine
- dadaiko, veliki japanski bubanj
- hira-daiko, plosnati bubanj
- kumi-daiko, taiko bubanj
- kuri-nuki-daiko, bubanj od debla
- paranku, s Okinave
- odaiko (veliki bubanj)
- tsuzumi, uvezen iz Azije u 7. st. (Javlja se u dvije varijante)
  - kotsuzumi (manji)
  - otsuzumi (ootsuzumi) (veći)
- shime-daiko, mali bubanj

Kina. Bubanj se naziva gu.
- Bang'gu, kineski mali bubanj.
- buk-bubanj, za jedan ili dva bubnjara koji ujedno i plešu. Buk je i vrsta tibetskog cimbala budističkih monaha.
- danpigu
- dap, bubanjod dudovog drveta, na jednoj strani sa zategnutom kožom pitona.
- datonggu, veliki kineski bubanj
- ganggu
- paigu, kineski set od 7 malenih bubnjeva.
- pan-ku, kineski bubanj
- ratni gu (nekada zvan shuo-wen)
- ta-ku, veliki kineski bubanj
- tschanggo, Koreja i Kina.
- xiao gu (mali bubanj)
- yaogu

Tibet
- nga chen, bubanj tibetanskih monaha u dudističkim ritualima
- ton dhar (damaru)

Sibir
- dungur, bubanj kod Tuvinaca.
- 2 dungur, bubanj ili tamburin tuvinskog šamana
- tungur, sibirski bubanj

Ostala Azija
- buk, Korejski poluotok
- byaw, Burma
- daira, ženski afganski bubanj
- dan trong, vijetnamski bubanj, malen, ali u nekoliko velićina
- dayereh (Dayera), Uzbeci i Perzijanci
- dhol, drevni armenski bubanj
- dhul, bubanj Afganaca
- doira, bubanj Tadžika
- Dombak, perziski bubanj, kod Turaka nazivan darbuka
- dumbek, perzijski bubanj, kod Turaka poznat kao darbuka.
- Ghaval, bubanj Azera
- sampho, Kambodža
- schoor Thom, Kambodža
- shan osi, bubanj iz Burme
- skor thomm, Kambodža
- zarb, drveni iranski bubanj
- zirbaghali, bubanj Afganaca

Laponci
- goavddis (gievrie), šamanski bubanj nåjd-šamana kod Južnih i Sjevernih Saama, čija je namjena da monotono bubnjanje nåjda dovede u stanje transa.

Amerika
- atabaque, Brazil, ima ih u tri veličine najmanji le', srednji rumpito i najveći rum.
- Bomba, kod Afroportorikanaca
- Bombo, veliki bubanj s ovčjom kožom na hispanskom govornom području
- Bombo Chilote
- Bombo criollo, na kubanskim karnevalima
- Bombo huilliche, čileanski Araukanci
- caxambú, conga-bubanj
- chico, Afrourugvajski candombe-bubanj
- cuica, Brazil
- cununú, u džunglama Kolumbije afričkog porijekla
- huehuetl, Meksiko
- itótele, srednji po veličini bubanj u setu-batá.
- iyá, najveći u setu-batá bubnjeva s Kube.
- kultrun, araukanski bubanj
- okónkolo, najmanji kubanski batá-bubanj
- palos, Dominikanska Republika
- pote, brazilski glineni bubanj
- quica, Brazil
- quinto, najmanji conga-bubanj
- redondo, Afrovenezuelski bubnjarski set.
- repinique, maleni samba-bubanj
- repique, Afro-urugvajski candombe bubanj
- segundo, drugi bubanj u kubanskom setu od tri tumbadorasa.
- Skratji, veliki surinamski bubanj s cimbalom
- Surdo, brazilski bubanj
- tambora, bubanj iz Dominikanske Republike
- tambora, veliki kolumbijski bubanj
- Tambores con charchillos, peruanski bubanj
- teponaztli, stari bubanj iz Meksika
- tun, bubanj iz Gvatemale
- tumbadora, kubanski bubanj

Židovi i Arapi
- baraban, židovski bubanj s cimbalom, u klezmer-glazbi
- puk, klezmer-bubanj porijeklom od Aškenaza
- youyou, arapski ženski bubanj
- tof, židovski bubanj

Turska
- darbuka, bubanj iz Turske, Sjeverne Afrike i srednjeg Istoka
- tef

Oceanija
- Ipu, havajski bubanj od jedne tikve. Vidi ipu-heke
- ipu heke, bubanj od tikava kod Havajaca (vidi  Arhivirana inačica izvorne stranice od 27. rujna 2007. (Wayback Machine)), svira se sjedeći na tlu.
- kundu, Papua Nova Gvineja
- lai, Novi Zeland
- lali, Fidžijanci, laguna Beqa
- pahu, Tahiti
- pahu tupa'l rima, bubanj s membranom s Tahitija
- pate, Cookovo otočje.
- to’ere, Tahiti

Europa
- atabal, veliki baskijski bubanj u Španjolskoj i Francuskoj.
- caja, Španjolsko govorno područje
- cántaro, Španjolska
- daouli, grčki bubanj s kozjom kožom
- def, bubanj raširen dijelovima južne Europe, osobito na Balkanu, Turskoj, Egiptu, Armeniji, Kosovu, Grčkoj.
- dumbéleki, grčki bubanj
- pandeiro, bubanj ili tamburin Galjega, Portugalaca i Brazilaca.
- pandero, veliki bubanj Španjolaca i Hispanoamerikanaca
- pandero cuadrado, španjolski četvrtasti bubanj
- panderoa, baskijski bubanj
- Rommelpot, Šveđani
- scorriu, bubanj sardinskih razbojnika s membranom od pseće kože.
- tamboril, španjolski bubanj
- tapan, bubanj Bugara i Makedonaca.

Suvremeni bubnjevi

## Vanjske poveznice
- Drum History
- A Brief History of Drums: On the Origin of Percussion